# 本田仁一
本田 仁一（ほんだ じんいち、1962年（昭和37年）11月12日 - ）は、日本の政治家。福島県田村市長（1期）、福島県議会議員（2期）、田村市議会議員（2期）、常葉町議会議員（3期）などを歴任した。

## 来歴
福島県田村郡常葉町出身。福島県立船引高等学校卒業。
1996年（平成8年）、常葉町議会議員に初当選。3期目の2005年（平成17年）3月1日、常葉町は滝根町・大越町・都路村・船引町と合併して田村市が誕生。田村市議会議員として2期務める。
2011年（平成23年）11月20日に行われた福島県議会議員選挙で初当選。県議時代は自由民主党県連青年局長や県連政調会副会長などを務めた。
2017年（平成29年）2月14日、県議を辞職。同年4月9日に行われた田村市長選挙に自民党の全面支援を受けて立候補。連合福島の推薦を受けた現職の冨塚宥暻を破り、初当選を果たした。4月17日、市長就任。
※当日有権者数：32,254人 最終投票率：72.32%（前回比：pts）
| 候補者名 | 年齢 | 所属党派 | 新旧別 | 得票数   | 得票率 | 推薦・支持       |
| -------- | ---- | -------- | ------ | -------- | ------ | ---------------- |
| 本田仁一 | 54   | 無所属   | 新     | 13,843票 | 59.81% |                  |
| 冨塚宥暻 | 71   | 無所属   | 現     | 9,302票  | 40.19% | （推薦）連合福島 |

2020年（令和2年）11月28日、再選を目指して立候補する意向を表明。2021年4月11日に行われた田村市長選挙に立候補したが、元市議の白石高司に敗れ落選した。
※当日有権者数：30,773人 最終投票率：71.37%（前回比：pts）
| 候補者名 | 年齢 | 所属党派 | 新旧別 | 得票数   | 得票率 | 推薦・支持 |
| -------- | ---- | -------- | ------ | -------- | ------ | ---------- |
| 白石高司 | 61   | 無所属   | 新     | 11,442票 | 53.23% |            |
| 本田仁一 | 58   | 無所属   | 現     | 10,052票 | 46.77% |            |

## 市政
- 2020年（令和2年）6月1日、新型コロナウイルス対策の財源に充てるため、自身の6月期末手当を50％減額する条例案を市議会定例会に提出した。副市長と教育長については20％減額する[12]。同日、同条例案は全会一致で可決された[13]。

### 不祥事
- 2020年12月、複数の有権者に自身が社長を務める「ハム工房都路」製のハムやソーセージを配布していたことが一部メディアに報じられた。これに対し本田側は「お中元の返礼品」であるとして公職選挙法上の「寄付」には当たらないと主張した[14]。2021年（令和3年）10月、福島県警察に公職選挙法違反容疑で書類送検された[15]。3月3日、公職選挙法違反の罪で略式起訴され、罰金40万円の略式命令を受けた[16]。